# Geschichte von Weiden in der Oberpfalz

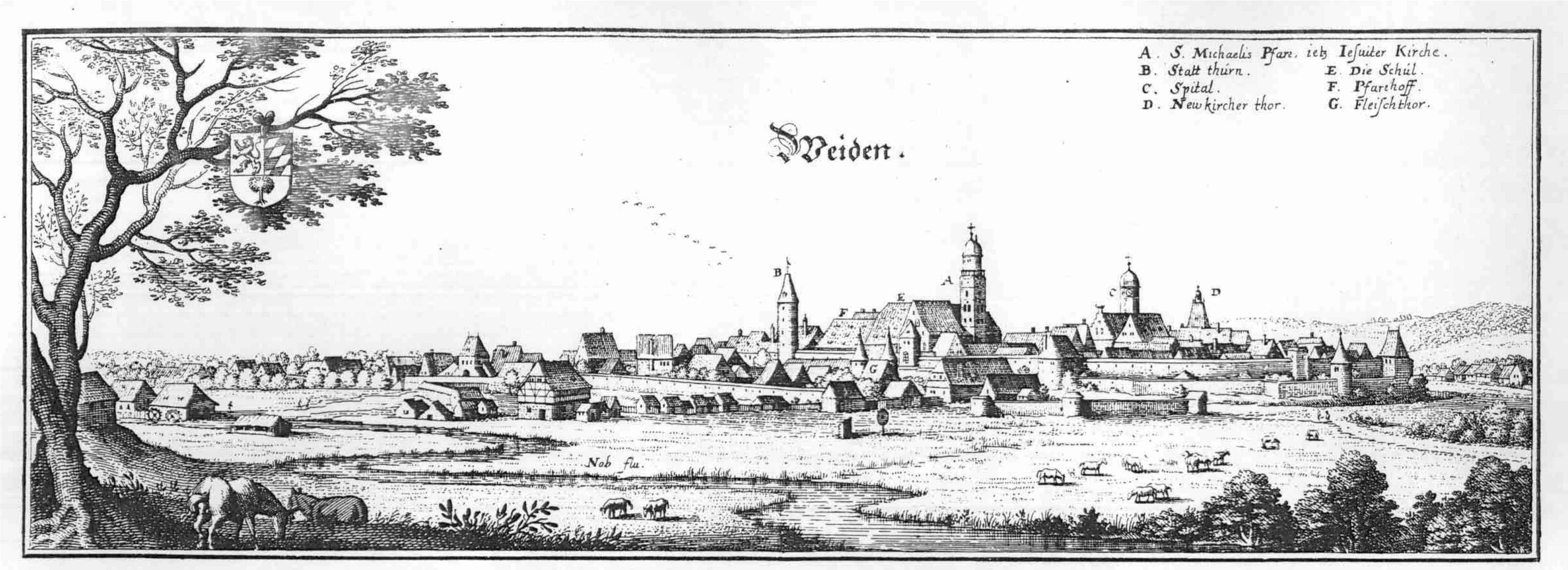
Alte Ansicht von Weiden (Merian)

Dieser Artikel behandelt die Geschichte der Stadt Weiden in der Oberpfalz. Gegründet als kleine Siedlung in etwa um das Jahr 1150, wurde Weiden im Jahr 1247 erstmals urkundlich erwähnt. Im 14. und 15. Jahrhundert erreichte die Stadt ihre Blütezeit. Danach ging im Dreißigjährigen Krieg die Bevölkerung deutlich zurück, weshalb die Einwohnerzahl vor diesem erst im 19. Jahrhundert mit der Industrialisierung erreicht werden konnte. Da Weiden von dieser stark profitierte, hat es nun 43.000 Einwohner.

## Entstehung und Stadtgründung

### Namensherkunft
Der Name der Stadt leitet sich entweder von dem Vorkommen des Weidenbaumes (althochdeutsch wida, mittelniederdeutsch wide) oder von einem „Ort zum Weiden, Futter suchen“ (althochdeutsch weida, mittelhochdeutsch weitha) ab und bedeutet „Platz bei den Weiden oder Platz zum Weiden“.

### Entstehung
Über die Entstehung von Weiden ist sehr wenig bekannt. Fest steht jedoch, dass Weiden bereits vor der Ersterwähnung 1241 entstanden ist. Es wird davon ausgegangen, dass bereits um das Jahr 1000 Ansiedlungen in der Waldnaabaue bestanden. Es entstanden zwei Burgen. Die Westburg nahe dem Übergang über den Weidingbach und danach die Ostburg beim Übergang über die Waldnaab. Beide waren wahrscheinlich mit Palisaden befestigte Ansiedelungen, die von einem Wall umgeben waren. An der Stelle der Westburg entstand später das Weidener Schloss. Dieses bestand noch bis Ende des 15. Jahrhunderts. Zudem kam es hier zu Ansiedlungen außerhalb des Burgwalls. Diese befanden sich an der Stelle des heutigen Pfarrwinkels. Somit bilden diese den ältesten Kern Weidens. Gebäude aus dieser Zeit sind aber nicht mehr erhalten.
Südlich des ältesten Kerns entstand eine kleine Marktanlage. Die Form dieser Siedlung ist weitestgehend quadratisch. In der Mitte dieser ist ein Platz, auf den viele Häuser ausgerichtet sind. Besonders auffällig ist das Haus, welches in dessen Mitte steht. Es wird oft als Vorgänger des Alten Rathauses gedeutet. Der Grundriss weist auf eine Gründung der Hohenstaufen hin. Da die Gründung einer Marktanlage Königliches Vorrecht war, scheidet der Sulzbacher Graf Gebhart aus. Indem Kaiser Barbarossa Floß, Parkstein erworben und letzteres gegründet hatte, wollte die Region als Brückenpfeiler zwischen den Reichsländern Nürnberg und Eger ausbauen. Weil er für Markt- und Städtegründungen bekannt ist, wird vermutet, dass er die Marktanlage 1189 gegründet hat.

### Ersterwähnung
Die Ersterwähnung Weidens fand im Jahr 1241 statt. Die Urkunde von König Konrad IV. wurde in Weiden ausgestellt. Weiden ist in dieser mit der Formulierung „Datum apud Weiden XVI July (indictione) XIIII“ genannt. Somit handelt es sich nicht um eine Gründungsurkunde des Ortes, sondern lediglich um eine Urkunde, die in Weiden ausgestellt wurde. Das Original ist verschollen. Jedoch bewahrt das Kloster Speinshart eine Abschrift aus dem 18. Jahrhundert auf.

### Stadtgründung
Da in Weiden keine Gründungsurkunde vorliegt, kann die eigentliche Stadtgründung nicht sicher datiert werden. Da sich bei der Gründungsstadt die Bedeutung des Ortes vergrößert hat, müsste er nun einen anderen Titel tragen. Das Nürnberger Salbüchlein, etwa von 1300, verwendet erstmals den Begriff „Stadt“. Durch weitere Forschung geht man davon aus, dass die Gründungsstadt etwa um 1296 entstanden ist. Es wird davon ausgegangen, dass diese Planungstadt von der damaligen Reichsstadt Nürnberg erfolgt ist.

## 14. bis 15. Jahrhundert
Dieser Zeitraum stellt die Blüte Weidens im Mittelalter dar. Zu Beginn des 14. Jahrhunderts ist Weiden erst seit weniger Zeit mit der Planungsstadt zu einer Stadt herangewachsen. Die Stadt befand sich auf Reichsland und hatte einige Privilegien, welche auch Reichsstädte hatten. Als solche wurde sie dreimal erwähnt. Obwohl auch Gesandte aus Weiden am Reichstag 1397 anwesend waren, wird sie keine große Rolle gespielt haben und somit dem Charakter einer Reichsstadt wohl nicht entsprochen haben.

### Mittelalterliche Stadtmauer (ab 1300)
Aus dem Jahr 1347 ist aus einer Urkunde von Karl IV überliefert, dass die Stadt Weiden befestigt werden sollte. Spätestens zu diesem Zeitpunkt, als die Gründungsstadt schon 50 Jahre bestand, bekam Weiden seine erste Mauer. Anfangs war dies eine 1,8 Meter breite Mauer ohne Vorbauten. Diese hatte vier Tore. Vermutlich durch die Hussitenkriege veranlasst, wurde diese Befestigung durch eine Zwingermauer verstärkt. Diese war kaum halb so hoch wie die große Stadtmauer. Nun entstanden an den vier Ecken der Stadt große Wehrtürme. Zwei davon dienten zusätzlich als Durchlauf für den Stadtbach. Zusammen mit den Toren entstanden daraus acht Abschnitte. Zum weiteren Schutz der Stadt wurde im 15. Jahrhundert an der westlichen Seite der Stadt ein Graben gezogen, welcher wahrscheinlich mit Wasser gefüllt war. Dieses kam von der Naab und vom Stadtbach.

### Untere Vorstadt (Lederer Vorstadt)
Im Jahr 1416 bekam Weiden zahlreiche neue Privilegien. Mit diesen entstand auch die erste Vorstadt. Diese wurde in einer Urkunde nach der wahrscheinlich 1357 zerstörten Burg mit dem Namen Burgstall benannt. Sie bestand aus zwölf Häusern, die sich beidseitig einer Straße anreihten. Heute ist von dieser nichts mehr erhalten, da sie im Dreißigjährigen Krieg zerstört wurde.

## 16. bis 18. Jahrhundert

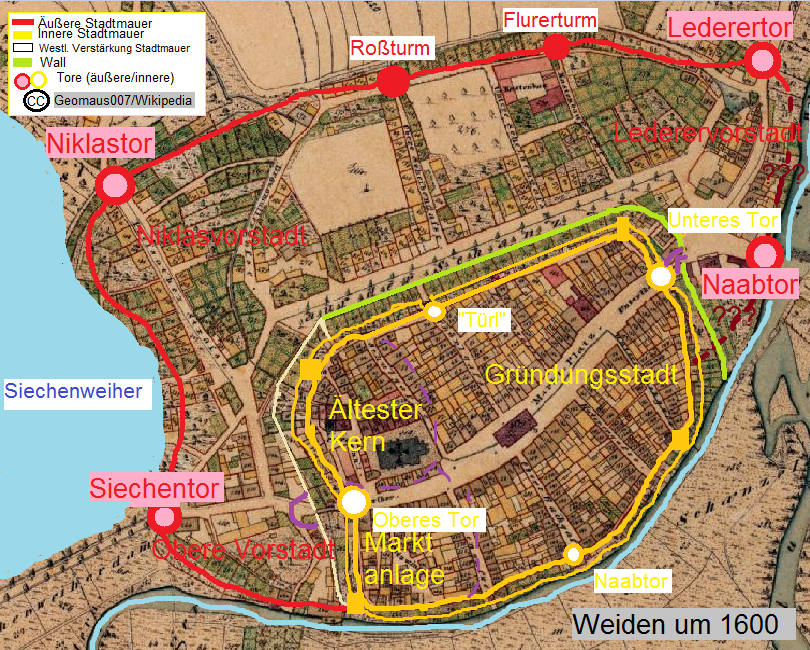
Stadtbefestigung um 1600

### Stadtbrände
Weiden wurde im 16. Jahrhundert von zwei Stadtbränden zerstört. Der erste, welcher 1536 war, ließ nur sieben Häuser in der Stadt übrig. Mitten im Wiederaufbau kam es 1540 jedoch bereits zum zweiten Stadtbrand. Er vernichtete mehr als die halbe Stadt und das Spital. Nach zwei Stadtbränden fehlte vielen Bürgern das Geld, welches sie für den erneuten Wiederaufbau benötigten. Die nach dem Stadtbrand im Stil der Renaissance aufgebaute Stadt prägt bis heute das Stadtbild. Jedoch veranlassten die Stadtbrände somit, dass fast keine mittelalterliche Bausubstanz vorhanden ist.

### Stadterweiterung
Auch nach den Stadtbränden wuchs die Stadt noch. Mitte des 16. Jahrhunderts war sie groß genug, dass sie neuen Platz brauchte. So wurde der bisherige Plankenzaun durch eine Vorstadtmauer ersetzt. Neben der seit 1416 bestehenden Lederervorstadt entstanden nun die Nikolaus- und die Siechenvorstadt. Im Jahr 1575 war die äußere Stadtmauer komplett vollendet.

### Dreißigjähriger Krieg

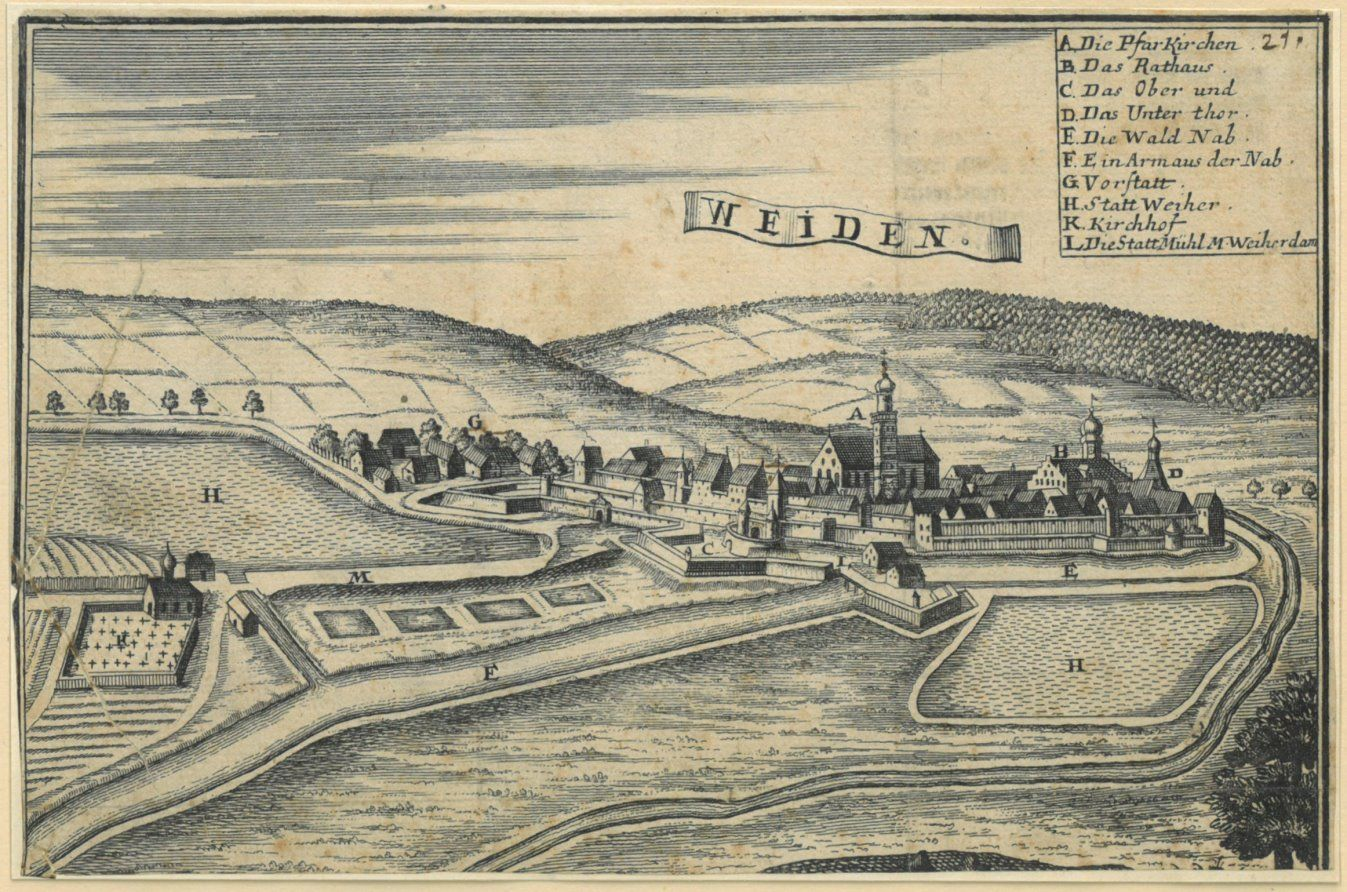
Stadtansicht aus dem Dreißigjährigen Krieg

Mit dem Dreißigjährigen Krieg verlor Weiden seine Bedeutung. Zwischen 1634 und 1635 und wiederum von 1648 bis 1650 war Weiden von schwedischen Truppen besetzt, zuletzt unter dem Heerführer Königsmarck. Außerdem litt die Bevölkerung unter der Pest, welche viele sterben ließ. Von diesen Rückschlägen erholte sich die Stadt erst am Ende des 18. Jahrhunderts.
Im Dreißigjährigen Krieg wurden bei einer Belagerung durch Schweden alle Vorstädte abgebrannt und nachher zerstört. Dadurch konnten Schanzen mit freiem Schussfeld errichtet werden. So bekam die Stadt 1634 und 1641 neue Schanzen. Diese wurden im 18. Jahrhundert zerstört und überbaut.

## 19. Jahrhundert – Industrialisierung

### Frühes 19. Jahrhundert
Ohne die Existenz einer Eisenbahn konnte die Wirtschaft nicht wachsen. So veränderte sich im frühen 19. Jahrhundert nicht viel. Die Stadt hatte etwa gleich viele Einwohner, wie sie im Spätmittelalter hatte.

### Bahnanschluss
Am 6. Oktober 1856 schrieb der Magistrat einen Brief an den König, in welchem er ihn bat, die Eisenbahn in die Nordoberpfalz zu bringen. Er forderte den Bau einer Eisenbahnstrecke, welche Böhmen mit der Oberpfalz verbinden und über Weiden laufen sollte.
1856 wurde ein Plan aufgeworfen, eine Eisenbahnstrecke von Amberg nach Bayreuth sowie von Amberg über Schwarzenfeld und Waidhaus nach Pilsen zu bauen.
Im Dezember 1860 entschied sich der bayrische Landtag für den Bau einer Eisenbahnstrecke von Schwandorf über Weiden nach Bayreuth. Diese Streckenführung war nur durch viele Bitten der Stadt Weiden und die Unterstützung des Ministers Gustav von Schlör möglich.
Der königliche Landrichter schrieb am 10. März 1861 an die Stadt Weiden, dass ein Bau des Bahnhofs nur außerhalb der Stadt an der Regensburger Straße möglich ist. Er erklärte, dass bei einem Bahnhof in der Stadt kein großer Verkehr zu erwarten sei, da dorthin bereits aus allen Teilen der Stadt Wege hinführen. Dieser Brief regte eine heftige Diskussion in der Bevölkerung an, ob der Bahnhof nun in der Scheibe oder außerhalb der Stadt gebaut werden sollte.
Schließlich nahm die Direktion der bayrische Ostbahn auf das Thema Bezug. Sie erklärte, dass es für den Bau der Bahnstrecke Schwandorf-Weiden-Bayreuth nicht möglich ist, einen Bahnhof in West-Ost-Ausrichtung zu bauen, da die Strecke von Süden nach Norden verläuft. Am 26. September 1861 erklärte auch Gustav von Schlör der Stadt, dass ein Bahnhof in der Scheibe nicht möglich ist, weil hierfür ein Kopfbahnhof errichtet werden müsste.
Am 26. März 1862 machte der Weidner Magistrat den Vorschlag, den Bahnhof bei der Rehmühle zu errichten. Ein Monat später wurde der Vorschlag von der Regierung jedoch zurückgewiesen.
Bei Baubeginn wehrten sich einige Bürger zuerst, ihren Grund herzugeben. Im Herbst 1862 begann der Gleisbau an der Bahnstrecke.

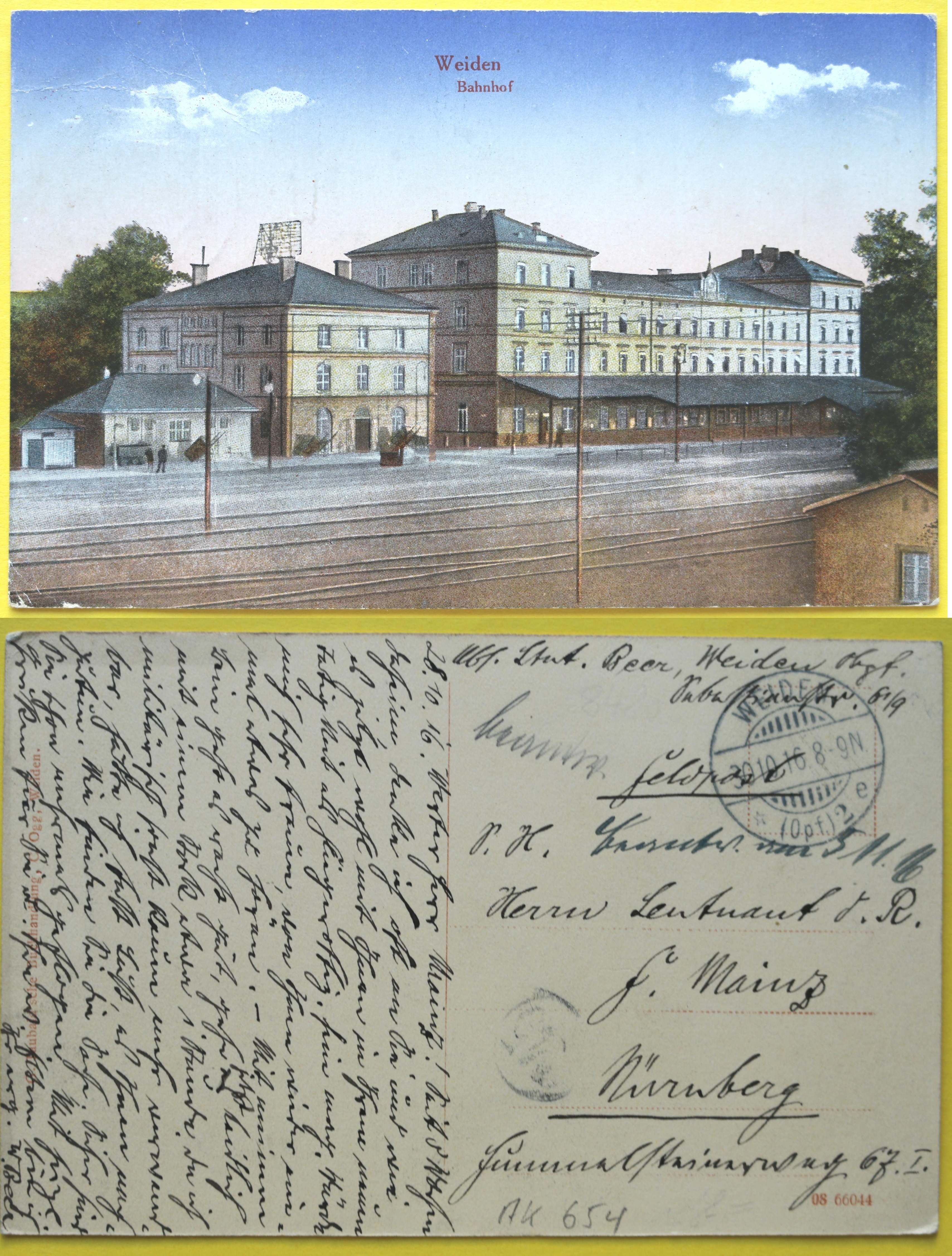
Ansichtskarte 1918

Am 1. Oktober 1863 fuhr der erste Personenzug in Weiden ein und zwei Monate später erreichte er auch Bayreuth. Am 15. August 1864 wurde die Strecke bis Mitterteich, am 1. Oktober 1865 bis Eger weitergeführt, worauf auch der Anschluss nach Oberkotzau über Asch folgte. Das nächste Problem war der Streckenbau von Weiden nach Nürnberg und Amberg über Vilseck und Neunkirchen bei Sulzbach, doch erst zehn Jahre später wurde diese Strecke errichtet, obwohl sie Gustav von Schlör schon Anfang der 1860er Jahre gefordert hatte. Inzwischen wurde in der Nordoberpfalz 1872 die Strecke Wiesau–Tirschenreuth in Betrieb genommen, während die Verbindung mit Vohenstrauß erst 1896 anlief und 1900 bis Eslarn fortgesetzt wurde. Zur Weiterführung von Waidhaus nach Pilsen kam es nicht mehr, obwohl dies schon 1871 zur Erörterung stand. Zu den letzten Entschließungen zählten die Strecke von Pressath nach Kirchenthumbach und von Reuth nach Erbendorf. Alle der damals gebauten Stichstrecken sind heute stillgelegt.

### Wirtschaftswachstum
Obwohl damit die wichtigste Voraussetzung für eine Industrialisierung in Weiden geschaffen war, ließ diese noch längere Zeit auf sich warten. Die erste Fabrik gründete der Oberbahnwerkmeister bei der Ostbahn Friedrich-Wilhelm Schauwecker, der mit der Herstellung von Öltropfgeräten 1865 begann und seine Metallgießerei 1899 anschloss. Die nächste Fabrik in Weiden war die Porzellanfabrik der Gebrüder August und Konrad Bauscher aus Selb im Jahr 1881; sie erfreute sich eines raschen Anstiegs, errichtete Verkaufsstellen in den 1890er Jahren schon in Luzern, London und New York City und erzeugte vor allem für die deutschen Schifffahrtslinien Hotelporzellan. Kleinere Betriebe waren die Schnupftabakfabrik von Johann Brüssel aus Hütten in der ehemaligen Sägemühle am Damm und die neue Glashütte E. Kupfer Fürth i. B., in Moosburg, sie wurde der Anfang der Glasindustrie in Weiden und des Unternehmens Delog-Detag. Anfang der 1890er Jahre beschloss der Stadtrat Werbemaßnahmen und die Bereitstellung eines neuen Industriegeländes an der heutigen Christian-Seltmann-Straße, bot sich doch jetzt die Gelegenheit, eine Zentralwerkstätte der Königlich Bayerischen Staatseisenbahnen nach Weiden zu bekommen. Der damit verbundene Wohnungsbau in der Scheibe übte noch weitere Zugkraft auf die Bevölkerung der Umgebung aus, und so stieg die Einwohnerzahl von 5821 im Jahr 1890 auf knapp 10.000 zur Jahrhundertwende, während sie von 1863 bis 1890 nur in dem Meere um knapp 3000 erreicht hatte. Nach 1900 ließen sich in Weiden die Porzellanfabrik Christian Seltmann (1911) auf die eingemeindeten Gebiete, die schon erwähnte Neue Glashütte nieder. Die Einwohnerzahl wuchs nun langsamer, in 30 Jahren rund 12.000, obwohl in dieser Zeit auch die Gründung und rasche Entwicklung des Verkaufshauses Josef Witt fiel, das jedoch neben dem Ausbesserungswerk viele Einpendler beschäftigte.

## 20. Jahrhundert

### 1900–1933
In dieser Zeit wuchs die Wirtschaft der Stadt weiter. Am 1. Januar 1919 wurde die Stadt kreisfrei durch die Verfügung des ersten republikanischen Ministerpräsidenten Kurt Eisner (USPD) vom 17. Dezember 1918. Das damalige Stadtgebiet entsprach weitgehend dem mittelalterlichen Burggeding. Da die Gemeinde Moosbürg mit den Gemeindeteilen Moosbürg, Ermersricht, Fichtenbühl und Leihstadtmühle am 1. Januar 1914 eingemeindet wurde und die Gemeindeteile Tröglersricht und Zollhaus der ehemaligen Gemeinde Edeldorf folgten, sind jedoch auch Ergänzungen im Süden und Osten hinzugekommen.

### 1933–1945: Zeit des Nationalsozialismus
Während des Zweiten Weltkriegs befand sich neben einer Kaserne der Wehrmacht im Westen der Stadt das Kriegsgefangenen- und Straflager Stalag XIIIB. 1933 lebten in Weiden etwa 180 jüdische Bürger bei einer Gesamtbevölkerung von etwa 23.000 Einwohnern. Im Januar 1933 wurden Schaufensterscheiben jüdischer Geschäfte eingeschlagen und antijüdische Parolen an Hauswänden geschmiert. Im Sommer 1934 verbot die Stadtverwaltung jüdischen Bürgern den Besuch des städtische Schwimmbades. Zwischen 1937 und 1939 gaben immer mehr jüdische Geschäftsleute ihre Betriebe auf, die meisten von ihnen emigrierten. Am 9. November 1938 kam es, wie in fast allen deutschen Städten, zu den Novemberpogromen, bei denen zahlreiche jüdischen Wohnungen und Geschäfte von SA- und SS-Mitgliedern zerstört wurden.  Im Laufe der Nacht wurden etwa 30 bis 40 jüdische Bürger zum Rathaus geschleppt, teilweise verprügelt und dann von Polizisten ins Landgerichtsgefängnis gebracht. Von hier aus wurden 23 jüdische Männer über Regensburg ins KZ Dachau deportiert. Die zurückgebliebenen Juden wurden zunächst im „Judenhaus“ untergebracht und später deportiert. Nach dem letzten Transport erklärte Oberbürgermeister Hans Harbauer im Mai 1942 seine Stadt für „judenfrei“.
Die zwischen 1940 und 1945 ums Leben gekommenen französischen und sowjetischen Kriegsgefangenen und Zwangsarbeiter wurden in eine Grabanlage auf dem Stadtfriedhof an der Gabelsbergerstraße umgebettet.
Im April 1945 bombardierten Flugzeuge der US Army Air Forces mehrere Ziele in Weiden in der Oberpfalz, unter anderem das Wasserwerk und den Bahnhof.

### 1945 bis heute
Nach dem Zweiten Weltkrieg gehörte die Stadt zur amerikanischen Besatzungszone und war ein zentraler Sammelpunkt für befreite Häftlinge aus Konzentrationslagern, vor allem aus dem KZ Flossenbürg; ab 1946 kamen zahlreiche osteuropäische Juden dazu. Um die Jahreswende 1946/1947 wurden etwa 650 Personen gezählt. Diese Displaced Persons organisierten sich in einem gewählten Komitee selbst und wurden von der UNRAA versorgt, viele wanderten nach Palästina/Israel und in die USA aus. Die verbliebenen jüdischen Bürger gründeten 1953 die neue Israelitische Kultusgemeinde Weiden, Vorsitzender war bis 2004 Hermann Zwi Brenner. Durch den Zuzug von Heimatvertriebenen wuchs die Einwohnerzahl stark an: Lebten 1939 vor Kriegsbeginn lediglich knapp 28.500 Menschen in der Stadt, waren es in der Nachkriegszeit rund 40.000 Personen. 2005 waren bei der Jüdischen Gemeinde Weiden mehr als 300 Juden gemeldet, davon 280 sogenannte „Kontingentflüchtlinge“ aus den GUS-Staaten.

#### Eingemeindungen
Am 1. Januar 1914 wurde die Gemeinde Moosbürg mit den Gemeindeteilen Moosbürg, Ermersricht, Fichtenbühl und Leihstadtmühle eingemeindet. Am 1. Februar 1915 folgten die Gemeindeteile Tröglersricht und Zollhaus der ehemaligen Gemeinde Edeldorf.

Wappen von Rothenstadt

Am 1. Juli 1972 erfolgten die folgenden Eingemeindungen:
- Gemeinde Frauenricht[7] mit den Gemeindeteilen Frauenricht, Halmesricht, Latsch und Spitalöd
- Gemeinde Muglhof[7] mit den Gemeindeteilen Muglhof, Matzlesrieth (im Jahr 1938 eingegliedert), Mitterhöll, Unterhöll, Oedenthal und Trauschendorf
- Gemeinde Neunkirchen b.Weiden[7] mit den Gemeindeteilen Neunkirchen, Brandweiher und Wiesendorf

Am 1. Mai 1978 kamen die Gemeinde Rothenstadt mit den Gemeindeteilen Rothenstadt, Maierhof, Mallersricht (am 1. Juli 1972 eingegliedert), Neubau, Ullersricht und der Gemeindeteil Moosöd der Gemeinde Altenstadt a.d.Waldnaab hinzu.
Am 1. November 2006 erfolgte die Eingemeindung von 202 ha aus dem gemeindefreien Gebiet „Manteler Forst“ wegen des Neubaus eines Logistikzentrums.

#### Politik
Oberbürgermeister seit 1933
- 1933 – 1945: Hans Harbauer, NSDAP (vom Stadtrat gewählt)
- 1945: Josef Schnurrer, parteilos (kommissarisch)
- 1945 – 1948: Franz Joseph Pfleger, CSU (kommissarisch, ab 1946 vom Stadtrat gewählt)
- 1948 – 1951: Karl Heilmann, CSU (vom Stadtrat gewählt)
- 1951 – 1952: Philipp Karl, CSU (vom Stadtrat gewählt)
- 1952 – 1970: Hans Schelter, SPD (Erste Direktwahl)
- 1970 – 1976: Hans Bauer, SPD
- 1976 – 2007: Hans Schröpf, CSU
- 2007 – 2020: Kurt Seggewiß, SPD
- seit 2020: Jens Meyer, SPD

#### Städtebau
Die Stadt Weiden erlebte durch den Zuzug vieler Flüchtlinge in der Nachkriegszeit ein rasantes Wachstum. Dies spiegelt sich auch im Städtebau wider. Während die Stadt vor dem Zweiten Weltkrieg auf die Altstadt, ein nördlich von dieser gelegenes Viertel und das Bahnhofsviertel begrenzt war, wuchs die Stadt nun in fast alle Richtungen. Neben der Nord-Süd-Achse wurden im Rehbühl und im Stockerhut viel gebaut. Dieses rasante Wachstum hielt bis etwa 1980 an, wo es sich langsam abschwächte. Um das Jahr 2005 entstanden mit den Neubaugebieten „Krumme Äcker“ und „Hetzenrichter Weg“ sowie etwas später die „Schustermooslohe“ die letzten großen Baugebiete. Seitdem gab es keine großen Veränderungen mehr.

## Geschichte der Ortsteile
Auf dem Stadtgebiet von Weiden liegen 23 Orte. Lediglich die Stadt Weiden besaß eine Marktanlage und war bereits im Mittelalter eine Stadt. Viele Dörfer sind jedoch deutlich älter als Weiden selbst.

### Ersterwähnungen
Die Orte Matzlesrieth und Trauschendorf wurden bereits 1043 erstmals urkundlich erwähnt. Womöglich ist Neunkirchen mit der Kirche etwa um 1000 noch älter, wurde jedoch erst 1298 erwähnt. Außerdem wurden vor der Erwähnung Weidens 1241 die Orte Moosbürg und Moosöd erwähnt. Die letzte erste Erwähnung hat Neubau mit dem Bau einer Fabrik 1799.
| Ersterwähnung (Jahr) | Ort (Name)    | Bezeichnung |
| -------------------- | ------------- | ----------- |
| 1418                 | Almesbach     |             |
|                      | Brandweiher   | Dorf        |
| 1283                 | Ermersricht   | Weiler      |
| 1301                 | Frauenricht   | Dorf        |
| 1280                 | Halmesricht   | Weiler      |
| 1280                 | Latsch        | Dorf        |
| 1481                 | Maierhof      | Weiler      |
|                      | Mallersricht  | Dorf        |
| 1043                 | Matzlesrieth  | Weiler      |
| 1553                 | Mitterhöll    | Dorf        |
| 1122                 | Moosbürg      | Weiler      |
| 1109                 | Moosöd        | Einöde      |
| (1043)               | Muglhof       | Dorf        |
| 1799                 | Neubau        | Dorf        |
| 1298                 | Neunkirchen   | Pfarrdorf   |
| 1407                 | Oedenthal     | Weiler      |
|                      | Rothenstadt   | Pfarrdorf   |
| 1452                 | Spitalöd      | Einöde      |
| 1043                 | Trauschendorf | Dorf        |
| 1396                 | Tröglersricht | Dorf        |
| 1366                 | Ullersricht   | Dorf        |
| 1553                 | Unterhöll     | Weiler      |
| 1241                 | Weiden        | Hauptort    |
| 1683                 | Wiesendorf    | Dorf        |

### Wüstungen
- Altes Dorf
- Berchtoldsried
- Biberach
- Felsenricht
- Grub (Grublöd)
- Hartenried
- Hetzenricht
- Metzlersricht
- Moosöd
- Neureuth
- Leufersbruck
- Partenried
- Perchtolzreuth
- Schirchendorf
- Spitalöd

### Burgställe
Burgstall Keckenburg
Der Burgstall Keckenburg ist eine abgegangene mittelalterliche Turmhügelburg (Motte) am Westufer der Waldnaab etwa 125 Meter nordöstlich der Kirche von Rothenstadt, einem Stadtteil von Weiden in der Oberpfalz. Die Keckenburg war das älteste Bauwerk im Stadtgebiet von Weiden.
Burgstall Mallersricht
Der Burgstall Mallersricht ist eine abgegangene mittelalterliche Spornburg im Burgstallholz etwa 500 Meter ostnordöstlich von dem Dorf Mallersricht, einem heutigen Stadtteil von Weiden in der Oberpfalz.
Burgstall Moosbürg
Der Burgstall Moosbürg ist eine abgegangene mittelalterliche Turmhügelburg (Motte) am Südrand des Dorfes Moosbürg, einem heutigen Stadtteil von Weiden in der Oberpfalz.
Burgstall Ullersricht
Der Burgstall Ullersricht bezeichnet eine abgegangene mittelalterliche Turmhügelburg (Motte) am Südostrand von Ullersricht, einem heutigen Stadtteil von Weiden in der Oberpfalz.

### Turmhügel
Turmhügel Tröglersricht
abgegangene mittelalterliche Turmhügelburg (Motte) am Westrand von Tröglersricht
Turmhügel Trauschendorf
Die Burgstelle liegt im oberen Tal des Trauschenbaches, der sich südlich des Ortes gabelt und Trauschendorf im Osten und im Westen umzieht. An einem Südhang des westlichen Bacharmes lag die Burg etwa 40 Höhenmeter über dem Talboden. In den Jahren 1966/67 wurde der Turmhügel im Zuge der Flurbereinigung völlig verebnet.

## Einwohnerentwicklung

Einwohnerentwicklung von Weiden von 1900 bis 2018 nach nebenstehender Tabelle

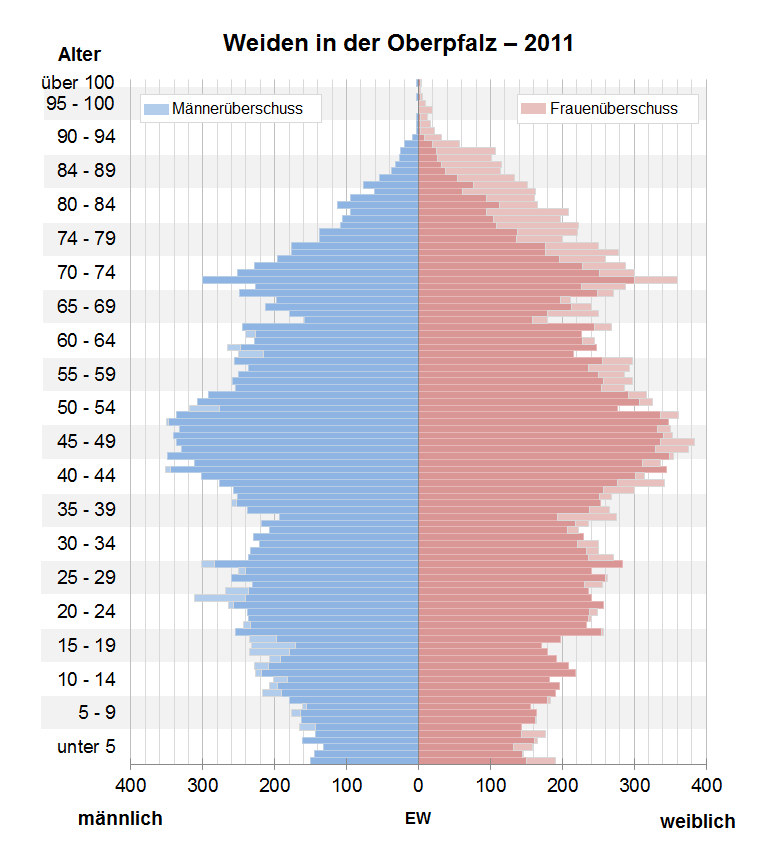
Bevölkerungspyramide für Weiden in der Oberpfalz (Datenquelle: Zensus 2011.)

Durch den Dreißigjährigen Krieg halbierte sich Weidens Einwohnerzahl von 3600 auf nun 1800. Von diesem Schwund konnte sich die Stadt erst Anfang des 19. Jahrhunderts wieder erholen. Im Jahr 1901 wurden 10.000 Einwohner erreicht. Kurz nach dem Ersten Weltkrieg hatte sich die Einwohnerzahl bereits verdoppelt. In der Nachkriegszeit kamen über 10.000 Flüchtlinge nach Weiden, weshalb auch hier ein rasanter Anstieg zu verzeichnen war. Etwa seit 1960 sind die Einwohnerzahlen konstant. Nach einem leichten Rückgang bis 2012 steigen sie nun, vor allem wegen Zuwanderung, wieder leicht an.
| Datum                | Einwohner |
| -------------------- | --------- |
| 1900                 | 9.959     |
| 1. Dezember 1910 A   | 14.921    |
| 17. Mai 1939 A       | 28.477    |
| 13. September 1950 A | 37.715    |
| 6. Juni 1961 A       | 41.711    |
| 27. Mai 1970 A       | 42.302    |
| 25. Mai 1987 A       | 42.100    |
| 31. Dezember 2002    | 42.821    |
| 31. Dezember 2003    | 42.684    |
| 31. Dezember 2004    | 42.775    |
| 31. Dezember 2005    | 42.672    |
| 31. Dezember 2006    | 42.496    |
| 31. Dezember 2007    | 42.445    |

| Datum             | Einwohner |
| ----------------- | --------- |
| 31. Dezember 2008 | 42.219    |
| 31. Dezember 2009 | 42.058    |
| 31. Dezember 2010 | 41.961    |
| 9. Mai 2011 B     | 41.746    |
| 31. Dezember 2011 | 41.734    |
| 31. Dezember 2012 | 41.684    |
| 31. Dezember 2013 | 41.726    |
| 31. Dezember 2014 | 41.817    |
| 31. Dezember 2015 | 42.055    |
| 31. Dezember 2016 | 42.494    |
| 31. Dezember 2017 | 42.543    |
| 31. Dezember 2018 | 42.520    |
| 31. Dezember 2019 | 42.743    |